# ابراکساس
ابراکساس (به یونانی: ΑΒΡΑΣΑΞ) (به انگلیسی: Abraxas) یا ابراساکس یا آبراخاس، طلسمی حک‌شده بر سنگ‌های باستانی است. اگر حروف این کلمه را در زبان یونانی به عدد برگردانیم، جمع این عدد معادل ۳۶۵ می‌شود. گنوسی‌های مصری از این کلمه برای توصیف خداوند استفاده می‌کردند.